# Herrarnas räck i gymnastik vid olympiska sommarspelen 1972
Herrarnas räck i gymnastik vid olympiska sommarspelen 1972 avgjordes den 27 augusti till 1 september i Olympiahalle, München.

## Medaljörer
| Gren           | Guld             | Silver                  | Brons               |
| Herrarnas räck | Sawao Kato Japan | Shigeru Kasamatsu Japan | Eizo Kenmotsu Japan |

## Resultat

### Final
| Placering | Gymnast                 | C     | O     | Kval  | Final | Totalt |
| --------- | ----------------------- | ----- | ----- | ----- | ----- | ------ |
|           | Mitsuo Tsukahara (JPN)  | 9,750 | 9,900 | 9,825 | 9,900 | 19,725 |
|           | Sawao Kato (JPN)        | 9,850 | 9,700 | 9,775 | 9,750 | 19,525 |
|           | Shigeru Kasamatsu (JPN) | 9,750 | 9,750 | 9,750 | 9,700 | 19,450 |
| 4         | Eizo Kenmotsu (JPN)     | 9,650 | 9,750 | 9,700 | 9,650 | 19,350 |
| 5         | Akinori Nakayama (JPN)  | 9,650 | 9,600 | 9,625 | 9,600 | 19,225 |
| 6         | Nikolaj Andrianov (URS) | 9,600 | 9,600 | 9,600 | 9,500 | 19,100 |